# Gaibiel (kommun)
Gaibiel är en kommun i Spanien.   Den ligger i provinsen Província de Castelló och regionen Valencia, i den östra delen av landet, 280 km öster om huvudstaden Madrid. Antalet invånare är 195.